# .blog
.blog — це загальний домен верхнього рівня, призначений для розміщення блогів. В кінці 2013 року через побоювання щодо «збігу імен», коли компанії могли б потенційно використовувати деякі домени, запропоновані gTLDs, корпорація ICANN зупинила відкриту реєстрацію доменних імен в зоні .blog, а також у 24 інших доменних зонах.